# Rodica Dunca
Rodica Dunca (házasságai után Rodica Kőszegi illetve Rodica Pap) (Nagybánya, 1965. május 16. –) világbajnok, olimpiai ezüst- és Európa-bajnoki bronzérmes román szertornász, edző, balerina.

## Életpályája
A nagybányai sportklubban kezdett tornázni, ahol edzői Elena Marinescu és Alexandru Aldea. A román válogatottba kerülve Károlyi Márta és Béla, Octavian Bellu és Atanasia Albu edzették.

### Juniorként
1979-ben a Japán Nemzetközi Juniorbajnokságon egyéni összetettben szerzett ezüstérmet.

### Felnőttként

#### Országos eredmények
1981-ben gerendán szerezte meg az országos bajnoki címet.

#### Nemzetközi eredmények
A Balkán-bajnokságon 1978-ban talajon harmadik helyezett volt, 1981-ben gerendán negyedik, egyéni összetettben pedig ötödik helyen végzett.
Románia kétoldalú találkozói közül 1978-ban a Nyugat-Németország-Románián és 1979-ben a Nagy-Britannia-Románián is az ötödik, az 1980-as Nagy-Britannia-Románián Dumitrița Turnerrel megosztva a negyedik, az 1982-es Románia-Nagy-Britannián a tizennegyedik helyet érte el egyéni összetettben.
Románia Nemzetközi Bajnokságán 1980-ban és 1981-ben is gerendán nyerte el a bajnoki címet, második alkalommal Cristina Grigoraș-sal megosztva.
1981-ben az Universiaden talajon Nadia Comăneci mögött második helyen végzett.
Az 1982-es zágrábi Világkupán Katarina Sarisskával megosztottan a tizennegyedik helyen végzett.
Felnőtt Európa-bajnokságon egyszer vett részt, 1981-ben Madridban, ahol gerendán bronzérmet nyert.
Pályafutása során két világbajnokságon indult. Először 1979-ben Fort Worth-ban, ahol a csapattal (Nadia Comăneci, Éberle Emília, Dumitriţa Turner, Melita Rühn, Marilena Vlădărău) megszerezte a román válogatott első világbajnoki címét, továbbá nyolcadik helyezett lett egyéni összetettben. Másodszor 1981-ben Moszkvában a csapattal (Mihaela Stănuleț, Dumitriţa Turner, Éberle Emília, Lavinia Agache, Cristina Grigoraș) negyedik, talajon ötödik, egyéni összetettben hatodik, gerendán pedig nyolcadik helyezett volt.
Az 1980. évi nyári olimpiai játékokon Moszkvában ezüstérmet szerzett a csapattal (Nadia Comăneci, Éberle Emília, Melita Rühn, Cristina Grigoraș, Dumitriţa Turner), és hetedik helyezett volt egyéni összetettben.

### Visszavonulása után
Visszavonulása után három éven át edzőként tevékenykedett a Nagybányai Sportklubban, ahol ő maga is kezdte pályafutását, de cirkuszi akrobata is volt.
1988 óta a Nagybányai Színház társulatának tagja balerinaként. Férje, Pap Zoltán ugyanennél a színháznál koreográfus.

## Díjak, kitüntetések
1981-ben Kiváló Sportolói címmel tüntették ki.
A Román Torna Szövetség 1978-ban beválasztotta az év tíz legjobb női sportolója közé.
Szülővárosa, Nagybánya 1999-ben díszpolgárává avatta.
1982-ben a Sportolói Érdemrend I. osztályával tüntették ki.
2000-ben az Érdemért Érdemérem III. osztályával tüntették ki.